# Casament de Guillem de Gal·les i Catherine Middleton
El casament de Guillem de Gal·les i Catherine Middleton es va celebrar a l'Abadia de Westminster el 29 d'abril de 2011. Guillem, el segon en la línia de successió al tron britànic, va conèixer Caterina (Catherine "Kate" Middleton) el 2001 quan estudiaven a la Universitat de Saint Andrews, a Escòcia. El seu compromís va ser el 20 d'octubre de 2010 i va ser anunciat el 16 de novembre de 2010. Després del casament, la parella pretenia seguir vivint a Anglesey, a Gal·les del Nord, on el príncep Guillem treballa com a pilot de la Royal Air Force.
La boda es va celebrar davant uns 1.900 convidats i amb 5.000 policies garantint la seguretat de l'esdeveniment, seguit per més de 2.000 milions de persones arreu del món.
Arran del casament, són tractats com Guillem Duc de Cambridge i Caterina Duquessa de Cambridge, a més Kate perd el seu cognom de soltera i adopta com a propi el cognom del seu espòs. També han rebut els títols de Comte i Comtessa de Strathearn i Baró i Baronessa de Carrickfergus.